# Bartolomeo Ruspoli
Pour les articles homonymes, voir Ruspoli.
Bartolomeo Ruspoli (né le 25 octobre 1697 à Rome, alors capitale des États pontificaux, et mort le 21 mai 1741 à Vignanello) est un cardinal italien du XVIIIe siècle.
Il est frère de l'ordre de Saint-Jean de Jérusalem et prieur de Rome en 1731.

## Biographie
Bartolomeo Ruspoli est gouverneur de Rome et secrétaire de la Congrégation de Propaganda Fide.
Le pape Clément XII le crée cardinal lors du consistoire du 2 octobre 1730. Il participe au conclave de 1740 lors duquel Benoît XIV est élu.
Bartolomeo Ruspoli est prieur de Rome de l'ordre de Saint-Jean de Jérusalem.

### Sources
- Fiche du cardinal Bartolomeo Ruspoli sur le site fiu.edu